# Новогеоргієвський (Челябінська область)
Новогеоргієвський (рос. Новогеоргиевский) — селище у Брединському районі Челябінської області Російської Федерації.
Входить до складу муніципального утворення Боровське сільське поселення. Населення становить 436 осіб (2010).

## Історія
Населений пункт належав до Оренбурзької губернії. Від 4 листопада 1929 року належить до Брединського району Челябінської області.
Згідно із законом від 13 вересня 2004 року органом місцевого самоврядування є Боровське сільське поселення.

## Населення
| 2002 | 2010 |
| ---- | ---- |
| 468  | ↘436 |